# Hari Singh
Hari Singh (Jammu, 30 september 1895 – Bombay, 26 april 1961) was de laatste maharadja van het vorstenland Jammu en Kasjmir in Brits-Indië. Hari Singh was een lid van de Dogradynastie en de opvolger van Pratap Singh. Hij regeerde Jammu en Kasjmir tussen 1925 en 1948.
Maharadja Hari Singh was laatst getrouwd met Tara Devi (1910 - 1967), zijn vierde vrouw na het jong overlijden van zijn vorige drie vrouwen. Hij had één zoon, Karan Singh, die na zijn vaders aftreden regent en gouverneur van Jammu en Kasjmir was en daarna minister werd in de federale regering van India.